# Charles Mulder
Charles Marie Aloy Mulder (Antwerpen, 1897 - ?) was een Belgisch bobsleeër in de jaren twintig van de twintigste eeuw. 

## Levensloop
Hij won samen met René Mortiaux, Paul Van den Broeck, Victor Verschueren en Henri Willems een bronzen medaille met een 4/5-mans bobslee in de Olympische Winterspelen 1924 in Chamonix. De ploeg behaalde de enige medailles van de Belgische equipe bestaande uit 30 mannen en één vrouw. Op de Olympische Winterspelen 1928 maakte hij deel uit van het tweede Belgische bobslee-team. De ploeg haalde de zestiende en laatste plaats in de competitie.